# Kasimow
Kasimow (ros. Касимов, tatar. Qasím, dawniej: Xankirmän, Gorodziec Mieszczorskij, Nowy Nizowoj) – miasto w obwodzie riazańskim w Rosji, stolica Okręgu Kasimowskiego. Miasto leży na lewym brzegu rzeki Oki.

## Historia
Pierwotnie obszar ten zasiedlało ugrofińskie plemię zwane Mieszczorami. Później zasymilowali się oni z Rosjanami i Tatarami.
Późniejszy Kasimow założony został w 1152 roku przez włodzimiersko-suzdalskiego księcia Jurija Dołgorukija jako Gorodziec, potem Gorodziec Mieszcziorskij (Городец Мещёрский). W 1376 gród ten zniszczony został przez najeźdźców tatarsko-mongolskich, lecz wkrótce został odbudowany jako Nowy Nizowoj (Новый Низовой). 
Po bitwie pod Suzdalem w 1445, gdy wielki książę moskiewski Wasyl II został schwytany przez wroga, ziemie mieszorskie przypadły Uług Mehmedowi, chanowi kazańskiemu, jako okup za życie księcia. W 1452 roku Wasyl II oddał gród kazańskiemu księciu Kasym-chanowi, który przeszedł na stronę Rosjan. Kasym i jego brat Josif uciekli jednak z Kazania po tym, jak tronu pozbawił ich Mahmutek, ich brat. Po 1471, miejscowość znana była jako miasto Kasyma i pozostała stolicą chanatu kasymskiego do 1681, gdy chanat ponownie włączony został do Rosji.

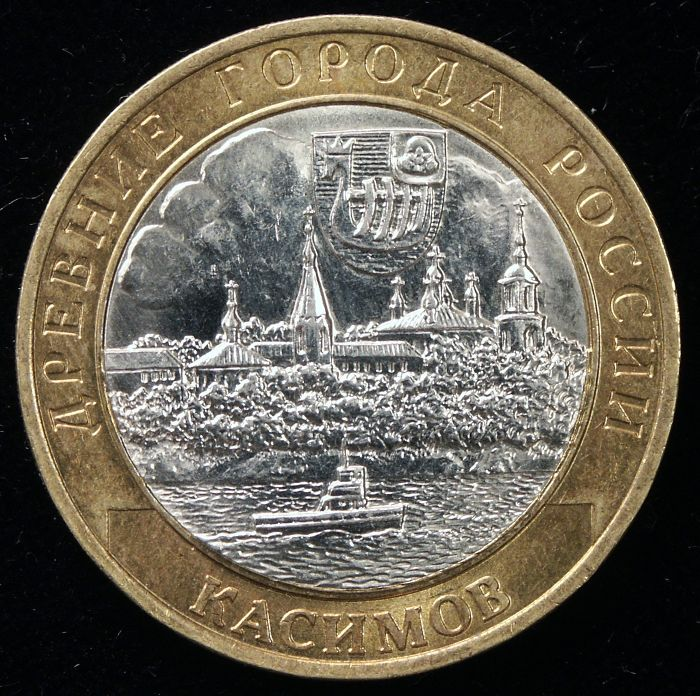
10 rubli z 2003

Grupa Tatarów ponownie osiedliła się w tej okolicy i znani są oni jako Tatarzy kasymscy. Mówią dialektem języka tatarskiego mishar, zmieszanym z dialektem środkowotatarskim.
Od XIII wieku Kasimow był jednym z głównych ośrodków islamu w tym regionie. 
W XVII wieku miasto podzielone zostało na 3 części:
- Stare miasto (ros. Старый Посад, tat. İske Bistä) i dzielnica tatarska (ros. Татарская слобода, tat. Tatar Bistäse) zarządzane przez chana i tatarską szlachtę;
- dzielnica mieszczańska (ros. Ямская слобода), zarządzana przez Moskwę;
- dzielnica marfińska (ros. Марфина слобода, tat. Marfin Bistäse) – część miasta zarządzana przez kasimowskiego wojewodę.

## Zabytki
- meczet Kasim-chana (XV lub XVI wiek, 1786)
- Mauzoleum chana Szacha Alego (tat. Şahğäli) (1555)
- Muzeum chana Äfğana Möxämmäda (1658)
- 4 zabytkowe cerkwie prawosławne